# فرانک رمزی
فرانک پلامتون رمزی (۲۲ فوریه ۱۹۰۳ – ۱۹ ژانویه ۱۹۳۰) فیلسوف، ریاضی‌دان و اقتصاددان بریتانیایی و از دوستان نزدیک لودویگ ویتگنشتاین بود. رمزی زمینه‌ساز ترجمه کتاب رساله منطقی- فلسفی ویتگنشتاین به زبان انگلیسی و بازگشت او به کمبریج و فلسفه بود. هر دوی این افراد عضو انجمن فکری و سری رسولان کمبریج بودند.

## زندگی
رمزی در شهر کمبریج به دنیا آمد؛ جایی که پدرش در آنجا ریاضی‌دانی شناخته‌شده و رئیس کالج مگدالن بود. رمزی در سال ۱۹۱۵ به کالج وینچستر رفت و پس از بازگشت دوباره به کمبریج، در کالج ترینیتی به تحصیل در رشته ریاضیات پرداخت. وی فروتن و ساده بود و علاوه بر لیسانس ریاضیات، علایق متنوع زیادی داشت. طبق گفته برادرش، او تقریباً به همه‌چیز از ادبیات انگلیسی تا سیاست علاقه‌مند بود.
وی در سال ۱۹۲۳، با زوج جفری و مارگارت پایک آشنا و پس از تأسیس مدرسه مالتینگ هوس در شهر کمبریج، توسط این زوج به خانواده‌شان راه یافت و حتی پدر تعمیدی فرزند پسرشان شد. وی به همسر جفری علاقه‌مند شد و با طرح درخواست خود باعت به‌ وجود آمدن فضایی آشفته بین این دو شد. در نهایت، در اوایل سال ۱۹۲۴، به افسردگی مبتلا شد و به‌ناچار برای روان‌کاوی به وین رفت. در آنجا هم با ویتگنشتاین آشنا شد. در اکتبر ۱۹۲۴، به انگلستان بازگشت و با کمک جان مینارد کینز، عضو کالج کینگز در کمبریج شد. در سپتامبر ۱۹۲۵، با لتیس بیکر آشنا شد و چون اعتقادی به خدا و دین نداشت، در دادگاه ازدواج کرد و صاحب دو دختر شد.

## رمزی و ویتگنشتاین
علاقه وافر رمزی به زبان آلمانی باعث شد تقریباً در یک هفته به این زبان تسلط یابد. البته وی قبلاً یک سال در مدرسه به تحصیل زبان آلمانی پرداخته بود. در سن ۱۹سالگی با تهیه پیش‌نویس ترجمه کتاب ویتگنشتاین، تحت تأثیر کارهای او قرار گرفت و برای آشنایی با او به اتریش سفر کرد و پس از یک دوره مباحثه دوهفته‌ای با او، ویتگنشتاین به تصحیح نکاتی در نسخه انگلیسی و آلمانی کتابش پرداخت.
رمزی با تلاش زیاد، ویتگنشتاین را به کمبریج (جایی که ویتگنشتاین قبل از جنگ جهانی اول تحصیل کرده بود) برگرداند و سرپرست صوری او شد. ویتگنشتاین از کتاب خود به‌عنوان پایان‌نامه دکتری خود استفاده کرد.

## مرگ زودرس
رمزی از مشکلات مزمن کبدی رنج می‌برد و پس از جراحی شکمی دچار زردی شد و درگذشت. او در قبرستانی در کمبریج به خاک سپرده شد.

## فعالیت‌ها

### فلسفه
کارهای فلسفی او عبارت‌اند از:
Universals (1925), Facts and propositions (1927) (which proposed a redundancy theory of truth), Universals of law and of fact (1928), Knowledge (1929),Theories (1929), On Truth (1929), and General propositions and causality (1929)
ویتگنشتاین از وی به‌عنوان همراهی مؤثر در تألیف کتاب پژوهش‌های فلسفی خود نام برده‌است.

### اقتصاد
رمزی از نوجوانی (۱۶سالگی) علاقه بسیاری به مشکلات اقتصادی داشت و سه مقاله در زمینه اقتصاد منتشر کرد. مقالات او احتمال وابسته به تفکر شخصی و سودمند، مالیات بهینه و رشد اقتصادی مطلوب یک‌بخشی است.

#### تئوری ریاضی برای پس‌انداز
مقاله رمزی با نام «یک ملت باید چقدر از درآمد خود را پس‌انداز کند؟» سال‌ها پس از انتشار توجه مجله Economics را برانگیخت و یکی از قابل توجه‌ترین مشارکت‌ها در زمینه اقتصاد ریاضی است. خواندن و فهم این مقاله علمی برای اقتصاددانان بسیار سخت است.

#### مشارکت در تئوری مالیات‌گذاری
رمزی در مقاله‌ای دیگر با نام «تئوری اقتصاد»، به معرفی مفهوم قیمت‌گذاری خود پرداخت.

#### حقیقت و احتمال
رمزی میان مفاهیم احتمال در فیزیک و منطق تفاوت قائل بود. برای وی احتمال نه به معنی تجزیه بدنه علم، بلکه به معنی دانش فردی هر شخص است. رمزی پیشنهاد راهکاری برای استخراج نظریه استوار داده‌است که باعث جدایی باورهای شخصی از سلایق در زمان بی‌اطمینانی می‌شد. با وجود اهمیت فراوان نظریه او در این زمینه، تا زمان انتشار مقاله «تئوری مسابقه و رفتار اقتصادی» از جان نومن و اسکار مورگنسترن توجهی به آن نشد.